# Миссионерская церковь копимизма

Символ копимизма

Ctrl-C, Ctrl-V

Миссионерская церковь копимизма (от англ. copy me — «копируй меня») — Сообщество, выступающее за свободный файлообмен, в котором обмен знаниями считается священным.
Основано в Швеции и в соответствии со шведским законодательством официально признано религией. Церковь копимизма была основана в 2010 году 19-летним студентом философии Уппсальского университета Исааком Герсоном, который является руководителем и духовным лидером Церкви копимизма. Несмотря на то, что копимизм является религией, Церковь копимизма не верит в богов и сверхъестественные силы.

## Учение
Копимизм основан на твёрдом убеждении в неотъемлемой ценности информации. Копимисты признают эту ценность за любой информацией, независимо от её содержания. На основании этого копимисты признают следующие догмы:
- Копирование информации нравственно.
- Распространение информации нравственно.
- Копимиксирование — более священный вид копирования, чем простое цифровое копирование, так как оно увеличивает и улучшает существующее изобилие информации.
- Копирование или копимиксирование информации, полученной от другого человека, является актом уважения и глубоким проявлением признательности копимиста.
- Интернет священен.
- Программные коды законны[8].

## Обращение в религию
- Нужно испытывать чувство уважения к святая святых — информации.
- Признания себя копимистом достаточно, чтобы считаться частью сообщества копимистов.
- Каждого, кто разделяет философию копимизма, независимо от того, зарегистрирован ли он формально Церковью Копимизма или нет, Церковь Копимизма признает копимистом.
- Копимист должен скачать (или получить любым другим способом) и распечатать копию официального символа копимизма — Святой Копирамиды[8].

Святая Копирамида. Kopiramide. Pyramide of Kopimi. Шаблон для складывания

## Символы
- Святая Копирамида — пирамида с буквой «К» внутри. Каждый копимист может придумать и изготовить символ копимизма самостоятельно, и этот символ также будет считаться символом копимизма, но в религиозных обрядах — принятие копимизма, обряды копирования, посвящение в оперы (священники Церкви Копимизма) необходимо использовать только официальный символ копимизма.
- Комбинация клавиш «Ctrl+C» (копировать) и Ctrl+V (вставить), а также любые другие способы копирования и распространения информации.
- Лозунги «Копируй и распространяй!», «Нас много» и «Умножение создает огромные количества».
- Каждая точка доступа в интернет. Точки доступа должны оставаться свободными от анти-копимистского наблюдения и действий. Точки доступа могут находиться как внутри, так и снаружи общественных зданий, жилых помещений, на общественной или частной территории[8].

## Обряд копирования
Копирование является религиозным обрядом. На точке доступа в интернет устанавливается Святая Копирамида, и копимист произносит: «Я провозглашаю это место точкой обмена информацией. Копируй и распространяй!». После этого можно начинать копирование и распространение.
В апреле 2012 года в Белграде состоялось первое бракосочетание по копимистскому обряду.

## Юридическая подоплёка
В большинстве стран свободное распространение информации ограничивается законами об авторских правах. Теперь в случае конфликта человека, принявшего копимизм как религию, и организаций, занимающихся защитой авторских прав (например, RIAA), возможна ссылка на вероисповедание и ответное обвинение в религиозной нетолерантности.

## Русская пиратская церковь
В России действует религиозная группа Русская пиратская церковь (РПЦ), исповедующая «копиславие» — веру, в основе которой лежат главные принципы копимизма, дополненные критерием качества информации:
Копиславие — это усовершенствованный вариант Копимизма с той разницей, что в нашей вере ценность информации тем выше, чем более она ведёт к усложнению и увеличению разнообразия в отличие от исходной веры в одинаковую ценность любой информации.
Она была основана 2 августа 2013 года писателем Владиславом Петрушенко. 28 апреля 2014 года РПЦ была официально зарегистрирована в Департаменте межрегионального сотрудничества, национальной политики и связей с религиозными организациями города Москвы как религиозная группа.